# La Vernelle
La Vernelle là một xã ở tỉnh Indre ở miền trung nước Pháp. Xã này có diện tích 17,08 km², dân số năm 1999 là 693 người. Khu vực này có độ cao trung bình 81 mét trên mực nước biển.